# Jordstuga

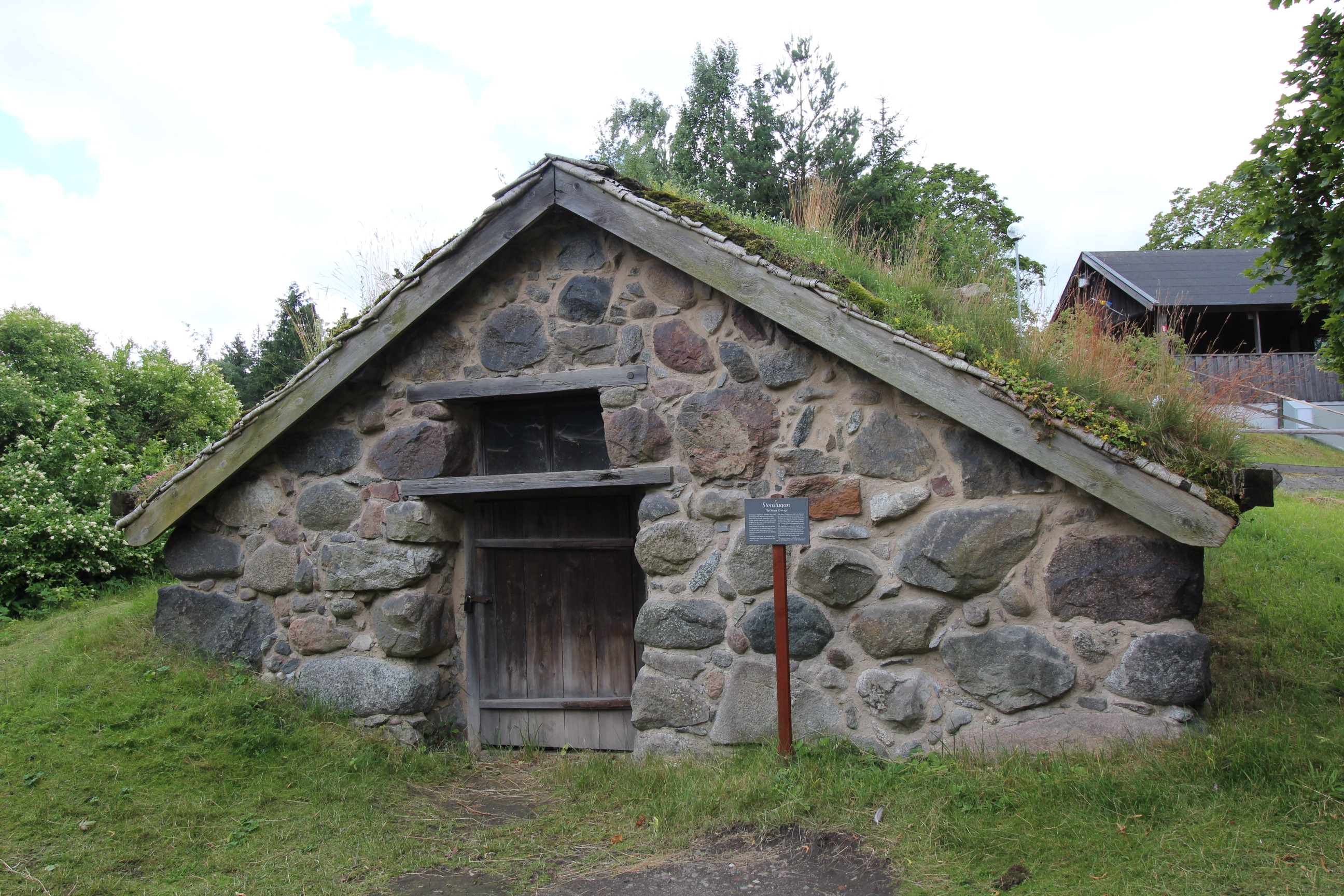
Stenstugan på Skansen, 2015

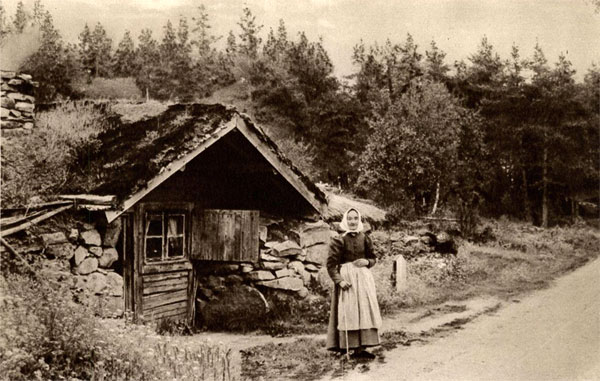
Backstuga i Småland, omkring 1925.

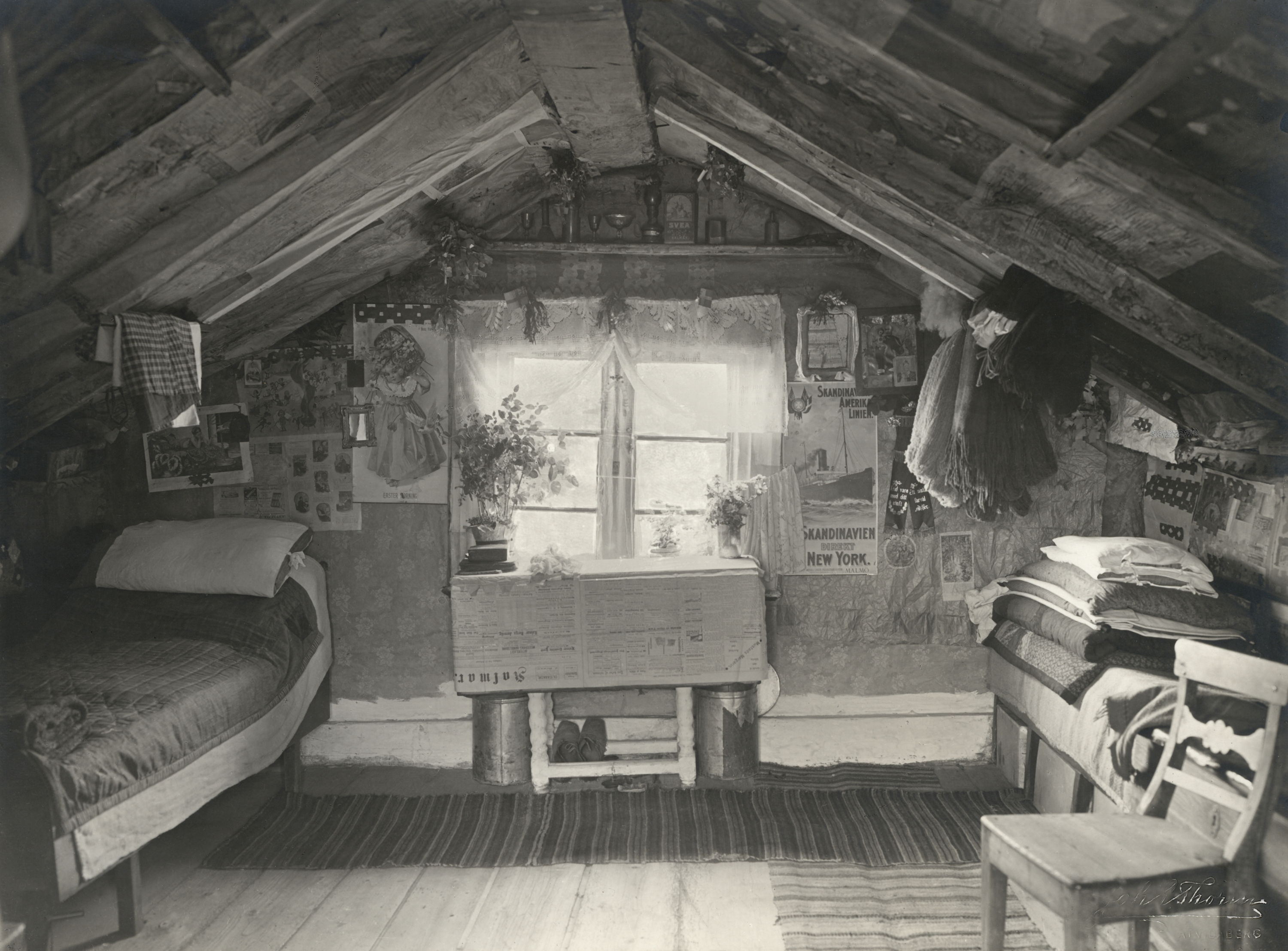
Interiör av backstuga. Linnabacken, Torsås socken, Småland 1904.

En jordstuga eller stenstuga (också benämnd backstuga), är en enkel bostad, delvis nedgrävd i marken, som varit vanligast i södra och västra Sverige. Ett exempel är Stenstugan på Friluftsmuseet Skansen i Stockholm.
Denna typ av jordstugor förekom främst i Blekinge, Halland, större delen av Småland, delar av Skåne, sydligaste Västergötland och södra Bohuslän samt utmed södra Östergötlandskusten, men rapporteras även från Värmland.
Stugan kunde vara byggd med stenmurar mot en sluttning, isolerade av dess jord, och med en vägg och gavelspetsar av plank.
I sydvästra Skåne fylldes motsvarande funktion som bostad åt hantverkare, daglönare och fattighjon av gatehus, som byggts utmed bygatan efter att gårdarna vid enskiftet och det laga skiftet flyttats ut ur byn.